# Binji
Binji è una città della Repubblica Federale della Nigeria appartenente allo Stato di Sokoto.
È il capoluogo dell'omonima area a governo locale (local government area) che si estende su una superficie di 559 km² e conta una popolazione di 105.027 abitanti.